# Stipa scirpea
Stipa scirpea là một loài thực vật có hoa trong họ Hòa thảo. Loài này được Speg. miêu tả khoa học đầu tiên năm 1901.